# Ramona Bräu
Ramona Bräu (1981) és una historiadora i politicologa alemanya especialitzada en l'estudi de l'arianització i del treball forçat durant la dictadura feixsta dels nazis a Alemanya i les relacions entre Polònia i Alemanya al segle xx. És investigadora als Arxius Arolsen, una col·lecció important de documents sobre les víctimes del nacionalsocialisme. Abans ha treballat, entre d'altres com a voluntària científica a la fundació del Memorial del camp de concentració de Buchenwald.
A la Universitat de Colònia ha fet un estudi encarregat pel govern federal alemany sobre l'activitat dels funcionaris del Ministeri de finances del Reich (1933-1945) a la Polònia ocupada. Ha provat entre d'altres que els interessos del Reich tenien prioritat absoluta. L'explotació econòmica de Polònia, l'augment constant d'impostos i taxes, la recuperació del cost de desplegament de les SS i la policia hi van reduir dràsticament el nivell de vida de la població.

## Obres destacades
- Per una bibliografia més extensa vegeu «Ramona Bräu».   Forschungsgruppe Zeitgeschichte.
- Die Plünderung Polens. Die Reichsfinanzverwaltung in den Jahren der Besatzung (1939-1945) [El saqueig de Polònia. La Hisenda del Reich durant l'ocupació (1939-1945)].[2][5]